# Józef Nierzwicki
Józef Ignacy Nierzwicki (ur. 18 czerwca 1929 w Pelplinie, zm. 17 stycznia 2009 w Gdańsku) – polski jubiler, w młodości lekkoatleta, mistrz Polski.

## Życiorys
W młodości uprawiał lekkoatletykę, specjalizował się w sprintach. Był zawodnikiem Gedanii i Lechii Gdańsk, w której jego trenerem był Józef Żylewicz. Swój największy sukces sportowy odniósł, zdobywając w barwach Budowlani Gdańsk mistrzostwo Polski w 1949 w sztafecie 4 × 100 metrów. 
Pracował w zakładzie zegarmistrzowskim, następnie jako jubiler, najpierw w rodzinnej miejscowości, a od 1964 w Gdańsku. Był rzeczoznawcą z zakresu kamieni szlachetnych i ozdobnych, znawcą bursztynu, współtwórcą Międzynarodowego Stowarzyszenia Bursztynników i jego członkiem honorowym. Został pochowany na cmentarzu parafialnym w Pelplinie.